# Legionowo
Legionowo (udtale: [lɛɡʲɔˈnɔvɔ]  ( hør) er en by og en kommune (Gmina) der ligger i det østlige, centrale Polen, i voivodskabet Masovien (Województwo mazowieckie) og har 53.216(2021) indbyggere og et areal på		13,5 km². Den er administrationsby i powiatet (amt) Legionowo

## Beliggenhed
Legionowo ligger 23 km nord-øst for centrum af Warszawa og kun 7 km syd for Zegrze Reservoir (Jezioro Zegrzyńskie eller Zalew Zegrzyński), nær Warszawa-Gdańsk-jernbanen og Warszawa-Suwałkivejen.

## Historie
Legionowo var frem til slutningen af 1. verdenskrig en del af Den polsk-litauiske realunion.
Byens historie går ikke langt tilbage i tiden. I 1877 blev "Jabłonna" banegården bygget, hvilket var begyndelsen på områdets bebyggelse. Stationen blev bygget til anlæg af jernbanestrækningen, der blandt andet skulle sikre transporten af hvede til Østersøhavnene. Navnet på bosættelsen var oprindeligt Gucin, som går tilbage til grev August Potocki. I 1885 var der blot fem trævillaer i bebyggelsen. En væsentlig udvikling af byen begyndte i 1892, da en russisk garnison med 4000 soldater blev etableret, Rusland købte en del af området af greven og fik bygget kaserner. I 1897 blev der bygget et glasværk, primært til fremstilling af ølflasker, hvilket var en anden vigtig faktor i byens udvikling.